# Antonio Cortina Farinós
Antonio Cortina Farinós (Almácera, 16 de febrero de 1841-Madrid, 6 de noviembre de 1890) fue un pintor español.

## Biografía

### Primeros años
Recibió las aguas bautismales el 17 de febrero de 1841, según consta en el certificado de la partida de bautismo de la iglesia parroquial de Almácera, templo que él mismo decoraría años más tarde. Siendo aún niño, sus padres, Antonio Cortina y María Farinós, labradores, lo enviaban a recoger estiércol, para abonar la tierra, a las calles de la ciudad de Valencia, por lo que adquirió el sobrenombre de el femateret o femater, remarcando para siempre sus orígenes humildes. Tras su trabajo, iba al estudio del escultor Rafael Alemany, por lo que se inició desde muy joven en la práctica artística. A partir de los diez años comenzó a asistir a la Academia de Bellas Artes de San Carlos de Valencia.
Fue descubierto por Antonio Marzo Pardo, profesor de dicha escuela, debido a la fama que había adquirido como aficionado dibujando con carbón en las calles y paredes de las casas de su pueblo para disgusto de sus vecinos, como recoge el periódico Las Provincias de la época. Visitó a sus padres y supo que en Almácera era ya famoso por sus aficiones al dibujo, y de ello daban señales las muchas caricaturas que adornaban las paredes de las casas y que habían merecido las protestas de algún vecino, arto (sic.) de que Tonet le pintase ninots en la fachada de la casa o en las blancas paredes de la barraca.
Además de Antonio Marzo, recibió también el apoyo del propio director de la Academia de Bellas Artes de San Carlos, Juan Dordá. Posteriormente, en 1856, el profesor Luis Gonzaga del Valle solicitó y obtuvo para él una pensión de 3.000 reales del Ayuntamiento de Valencia para sus estudios superiores, y otra de la misma Academia. Así pues, Antonio Cortina cursó estudios en la Academia de Bellas Artes de San Carlos desde aquel mismo año de 1856 hasta 1862.

### En el camino del Arte
En 1858, presentó en la Exposición Nacional de Bellas Artes de Madrid un busto en yeso, retrato de Juan Plaza, haciendo una incursión en la escultura y mostrando su carácter de creador polifacético, como demostraría más tarde trabajando en el diseño de fallas. Ya en el año 1863 plantó la de la calle Alta y, con posterioridad, destacó como un innovador en este campo. En 1880 instaló una en la plaza del Tossal, que mereció una reseña periodística. Su argumento consistía en una crítica de los famosos peteneros con un grupo de cantaores actuando en un café cantante, de la calle de la Cequiola, que más tarde se llamó calle Don Juan de Austria.

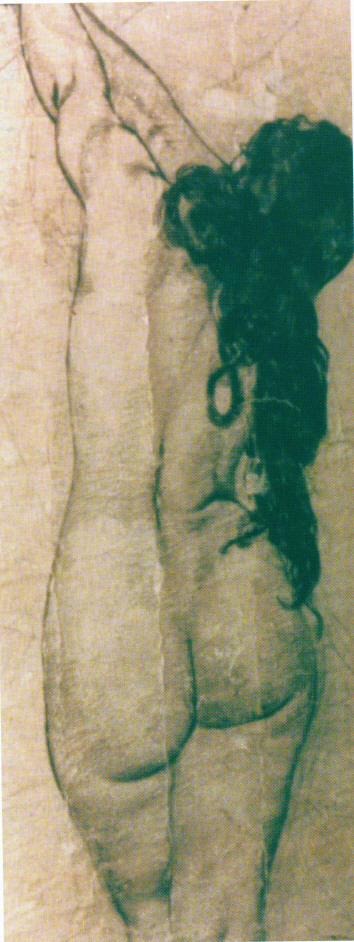
Desnudo (1887), dibujo de A.Cortina.

En su trayectoria artística, Antonio Cortina ganó premios y condecoraciones. En 1867, por el boceto La conquista de Valencia por el Rey Don Jaime, obtuvo la Medalla de Plata de la Exposición Regional de Valencia, organizada por la Sociedad Económica de Amigos del País en los locales del antiguo convento de San Juan de la Ribera. Años después, en 1872, ganó la Medalla de Oro de la Exposición de Bellas Artes del Ayuntamiento de Valencia por un cuadro al óleo, del que no se conocen más referencias.

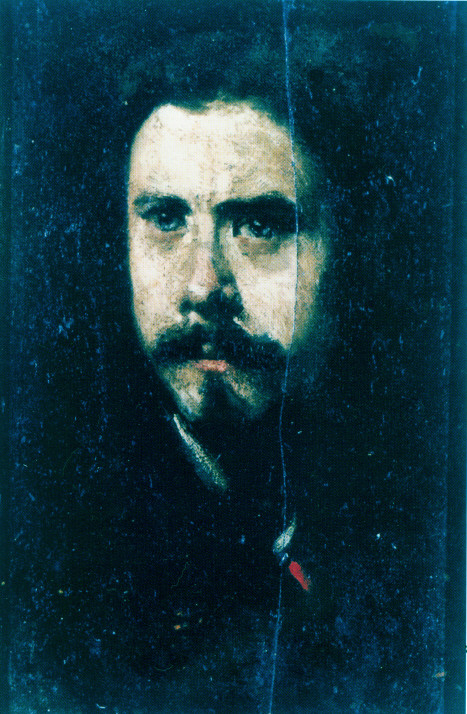
Antonio Cortina (1871), por Emilio Sala.

Su valoración artística y social –que quedó especialmente patente tras su muerte en las publicaciones de la época– comenzó ya a reconocerse en el año 1877, cuando fue nombrado socio honorario del Ateneo Científico, Literario y Artístico de Valencia, entidad en la que llegó a desempeñar el cargo de presidente de la Sección de Bellas Artes durante el curso del 78 al 79. En su círculo de amistades se encontraban Ignacio Pinazo Camarlench, Francisco Domingo Marqués, Joaquín Agrasot, Emilio Sala Francés, Mariano García Mas, Juan Peyró Urrea, también pintores de indudable prestigio, valorados al mismo nivel en su época y hoy considerados como grandes maestros.
Además de el femateret, otro de sus apodos, debido a su gran interés por la lectura, fue el de tragallibres, así le denominó Joaquín Sorolla, admirador y gran amigo de Cortina, en su discurso, de acceso a la plaza de académico de número de la Real Academia de Bellas Artes de San Fernando de Madrid.
En 1884 obtuvo la segunda Medalla de Plata por un retrato al óleo para la Exposición Regional de Valencia, celebrada en los Jardines del Real de la ciudad de julio a octubre. En ese mismo año fue nombrado secretario de la Junta Facultativa de Profesores de la Escuela de Bellas Artes, en la que realizaba tareas de profesor sin ninguna remuneración hasta ese momento. El 18 de julio de ese mismo año le fue expedido el Título de Ayudante de la cátedra de dibujo lineal en la Escuela de Bellas Artes de Valencia, que había obtenido por oposición.
El 24 de marzo de 1890, Cortina presentó la solicitud para concursar a la cátedra como profesor interino de la plaza de segundo curso de dibujo lineal (detalles de arquitectura y adorno) de la Escuela Provincial de Bellas Artes de Valencia, plaza que había quedado vacante tras el fallecimiento del anterior profesor numerario Rafael Berenguer y Condé. En ella alegó a su favor la experiencia de seis años como profesor ayudante, así como su cargo en la Junta Facultativa y diversas sustituciones realizadas en otras asignaturas.
Organizó y diseñó cabalgatas y carros, principalmente para la Feria de Julio de Valencia. En sus últimos años realizó también escultura en barro y otras obras pictóricas como decorador, aspecto este último en el que fue un autor destacado. Entre aquellas decoraciones sobresalen las pinturas del salón principal del Gran Café de España, cuyas obras fueron dirigidas por Carmelo Lacal Sorlí, íntimo amigo de Cortina, el salón Oriental del Café de París, que pasó en la época a convertirse en el Restaurante Continental situado en la Plaza de la Reina, así como otros locales y casas particulares, entre las que se encontraba la del fotógrafo Antonio García Peris, suegro de Sorolla, pinturas, que actualmente forman parte de la colección pictórica del Ateneo Mercantil de Valencia. En cuanto a las decoraciones religiosas, realizó las pinturas de la iglesia de la Beneficencia, los lunetos de la iglesia del convento, de religiosas del Císter, de la Zaidia y la cúpula de San Bartolomé, todas en la ciudad de Valencia, una Inmaculada Concepción para la de Burjassot, El Salvador de la de Almácera y los frescos de la ermita San Roque de Oliva.

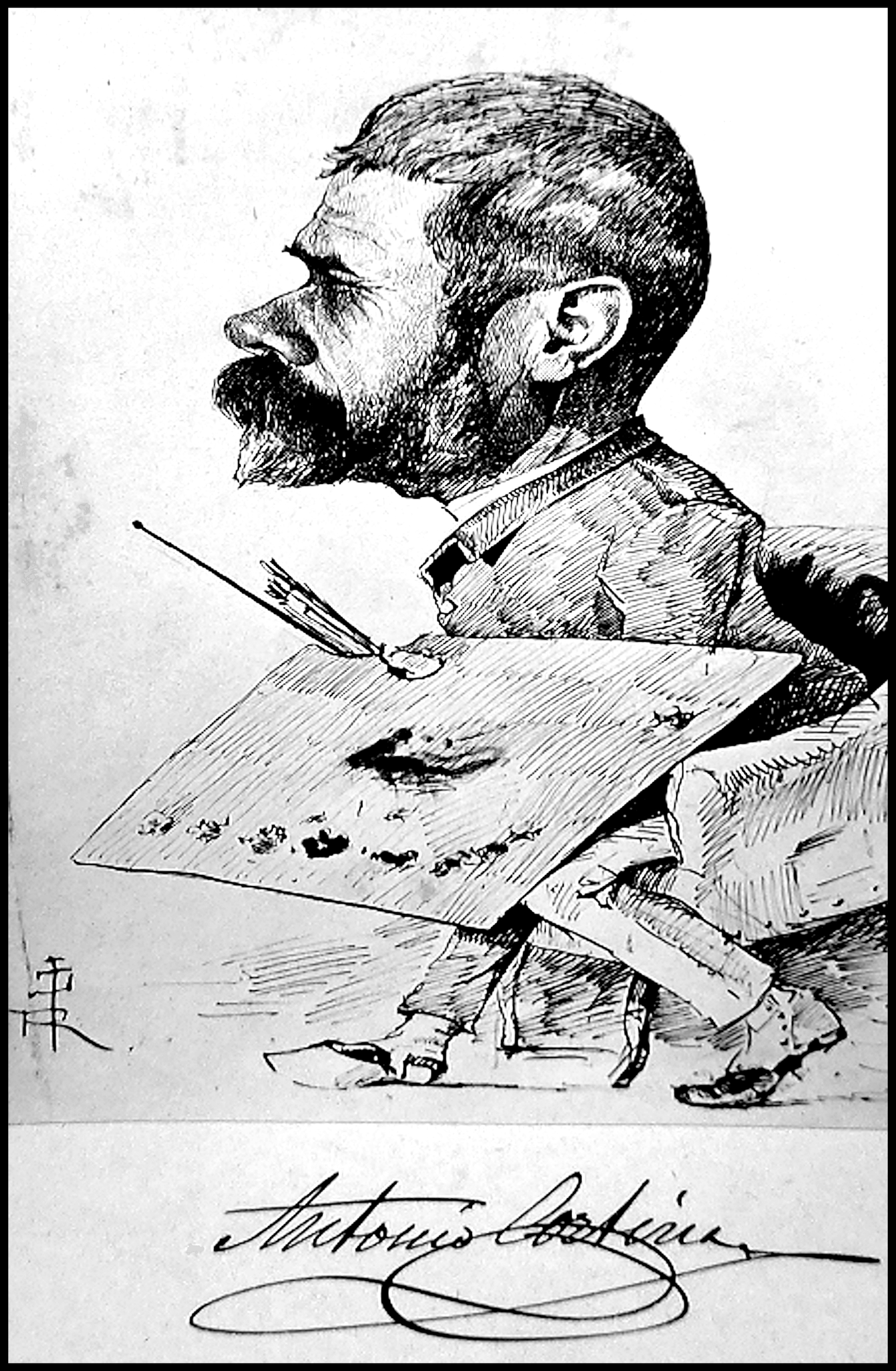
Caricatura de Antonio Cortina Farinós cuya fotografía forma parte del libro "Gabinete Azul"

Destacó como dibujante, tal como corroboran sus calificaciones en las asignaturas de dibujo, facultad que no perdió ni siquiera cuando su formación técnica había ya finalizado, aunque siempre se le achacaron deficiencias en el acabado de las obras. Su obra, fechada en 1890, Desnudo de mujer formaba parte de la exposición Un Siglo de Arte Español, celebrada en Madrid en 1956, organizada por la Dirección General de Bellas Artes. El cuadro, titulado posteriormente, El descanso de la modelo, representa en escorzo una modelo atizando una estufa. Con esta obra –actualmente conservada en el Círculo de Bellas Artes de Madrid–, queda rubricada la calidad de este pintor.

### Su familia, su final
En el ámbito familiar, contrajo matrimonio, el 15 de septiembre de 1875, en la parroquial de San Miguel de la ciudad de Valencia, con Francisca García de Mora y Belenguer, huérfana e hija única desde 1860, del veterinario Francisco García de Mora, quien, a lo largo de los años, actuó varias veces de modelo para los cuadros de Cortina. Se instalaron en la finca propiedad de la madre de Francisca, Mariana Belenguer Gil, de profesión guantera, calle Caballeros, n.º 62. Del matrimonio nacieron cuatro hijos, Antonio, Francisco, Julio, que falleció con tres meses en 1883, y María Asunción, de los cuales Francisco siguió los pasos de su padre.

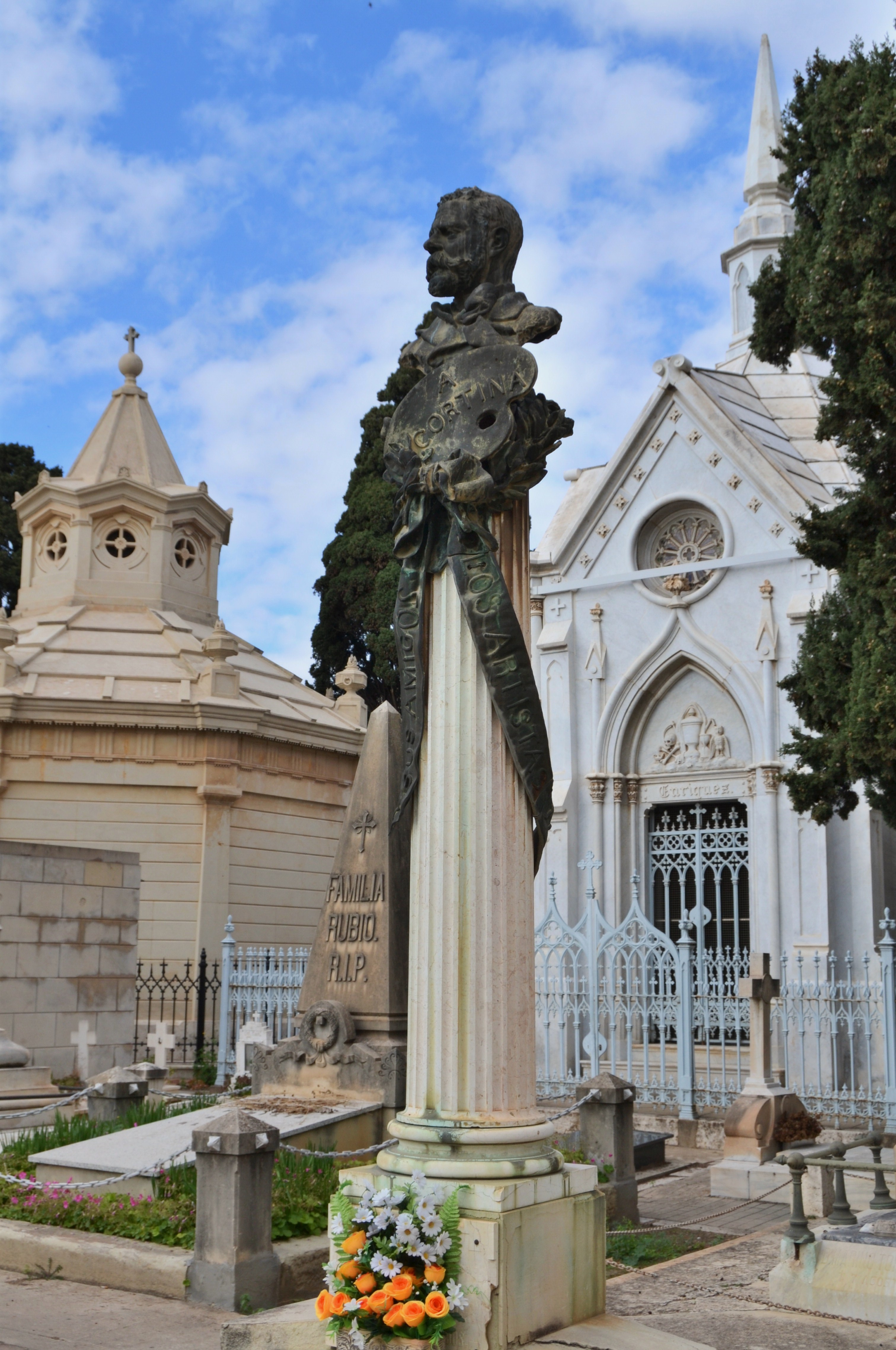
Panteón de Antonio Cortina en el Cementerio de Valencia, proyecto de Antonio Martorell Trilles.

Antonio Cortina falleció en Madrid el 6 de noviembre de 1890, donde había acudido para intentar conseguir la Cátedra de dibujo lineal, segundo curso, de la escuela provincial de Bellas Artes de Valencia. Su súbita muerte constituyó un misterio, el cadáver fue hallado en una buhardilla de la calle de la Palma, n.º 55. En los periódicos de la época se decía que le faltaban “el reloj y el dinero”, el informe forense certificó la muerte por congestión cerebral. Recibió sepultura en Madrid el 8 de noviembre de 1890, tras la autopsia. Los funerales se realizaron en Valencia el 22 de noviembre en la capilla de la Beneficencia, decorada para la ocasión por Joaquín Agrasot, Juan Peyró Urrea, Benavent y García Mas. Aquel mismo sábado se expusieron en la exposición permanente del Centro Artístico de la calle Cabilleros todas las obras de Cortina que pudieron reunirse, unas cuarenta, de temáticas diversa, como pintura religiosa, de género y monumental, dibujos a lápiz, carbón y aguada, el retrato de su suegra, el del Sr. Menaut, un San Francisco, Una labradora y otras, para subastarlas y darle el dinero a su familia. Estas obras fueron adquiridas, entre otros, por José Puig Martí, Carmelo Lacal, Antonio Blasco, Octavio Jarque, Antonio Fierros, Antonio Pinto, Benito Fierros, Aurelio Querol, Joaquín Agrasot, Francisco Brugada, Germán Gómez, etc.
El 8 de junio de 1897 sus restos fueron trasladados a Valencia y depositados en el panteón que sus amigos levantaron en el Cementerio de Valencia, cuyo terreno fue cedido al efecto por el Ayuntamiento de Valencia.

## Obras
Los cronistas de su época, y sus biógrafos, como Vicente Boix, destacaron de entre sus obras La tempestad, La apoteosis de la conquista de Valencia, pintado ayudando al maestro Salustiano Asenjo, cuadro de grandes dimensiones que figura en el Palacio del Marqués de Dos Aguas. Numerosos retratos de particulares de gran parecido y obras de género referentes a costumbres de labradores de la huerta valenciana premiados en varias exposiciones. Una de sus obras más valoradas en la prensa del siglo XIX es la figura de la Primavera, que decoraba el techo del comedor de la casa del fotógrafo Antonio García Peris, suegro de Sorolla.
Sin embargo, a pesar de su fama y de la gran cantidad de obras que se le atribuyen, son realmente muy pocas las que, hoy por hoy, se ha podido rescatar del olvido.

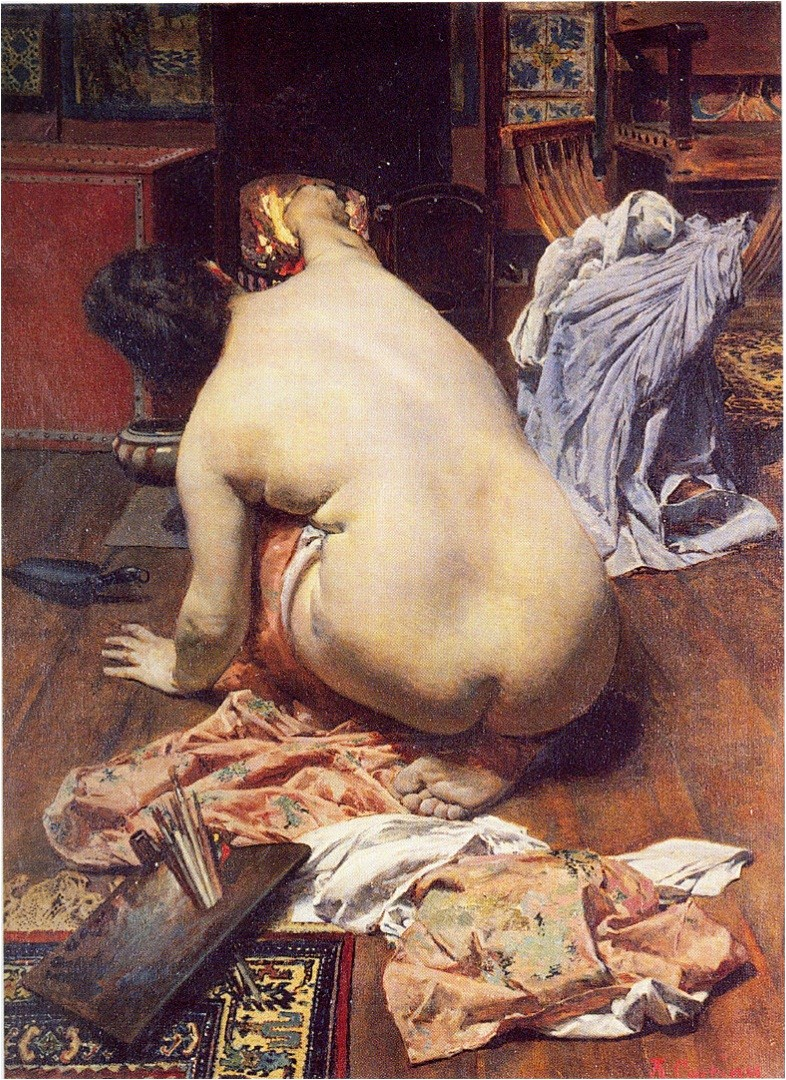
El descanso de la modelo (1890)
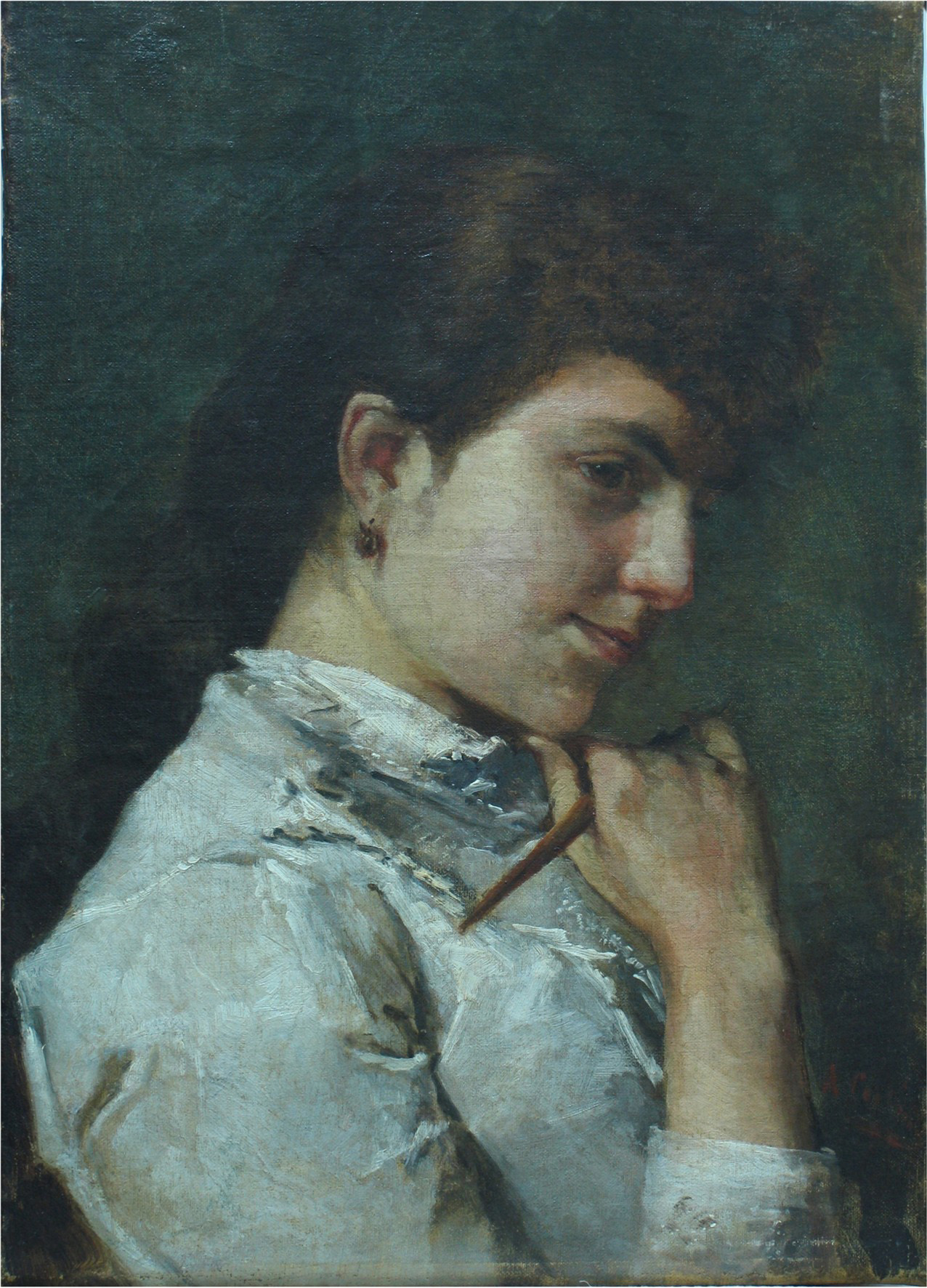
La modelo del pincel (1890)
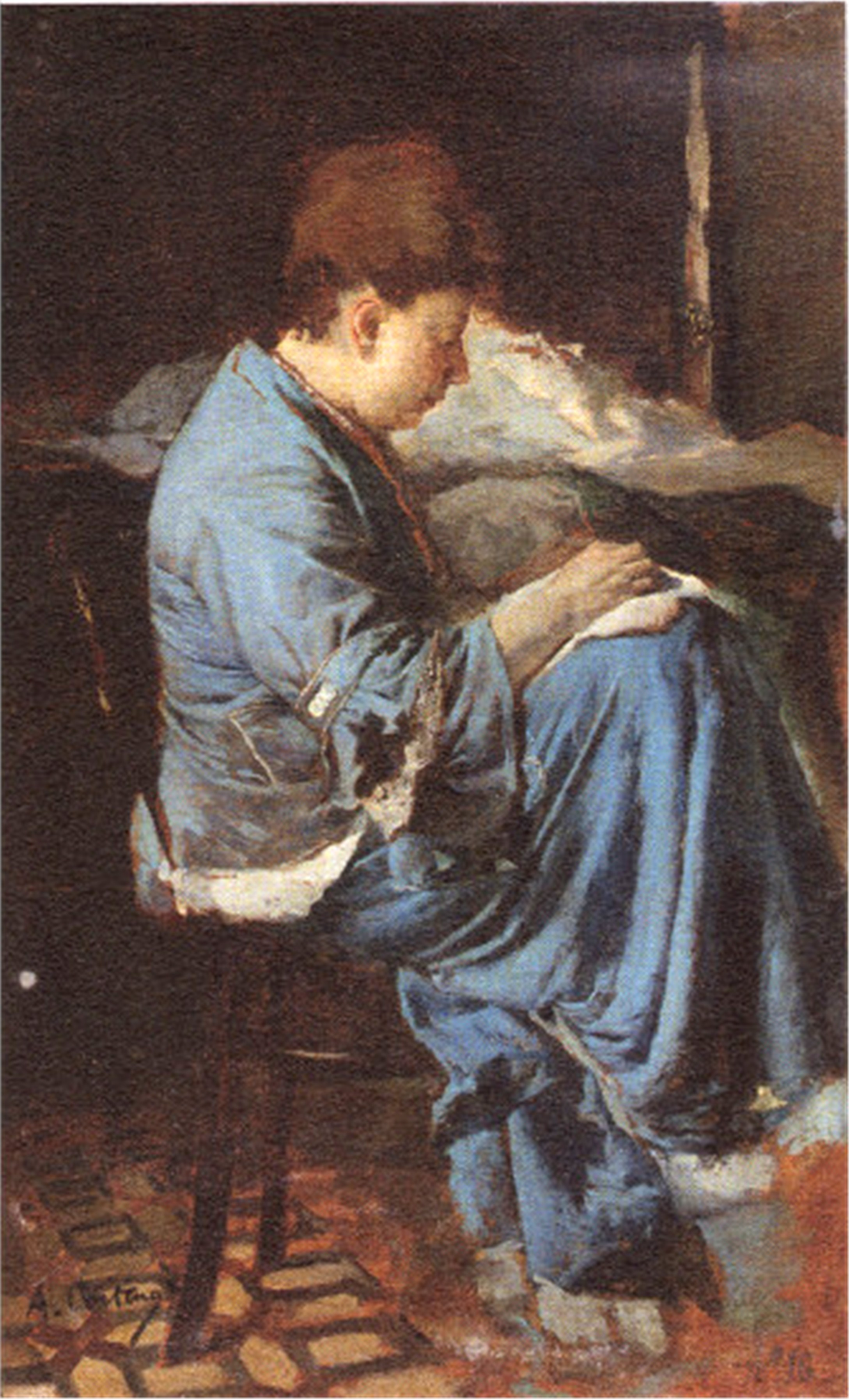
Mujer cosiendo (1888)
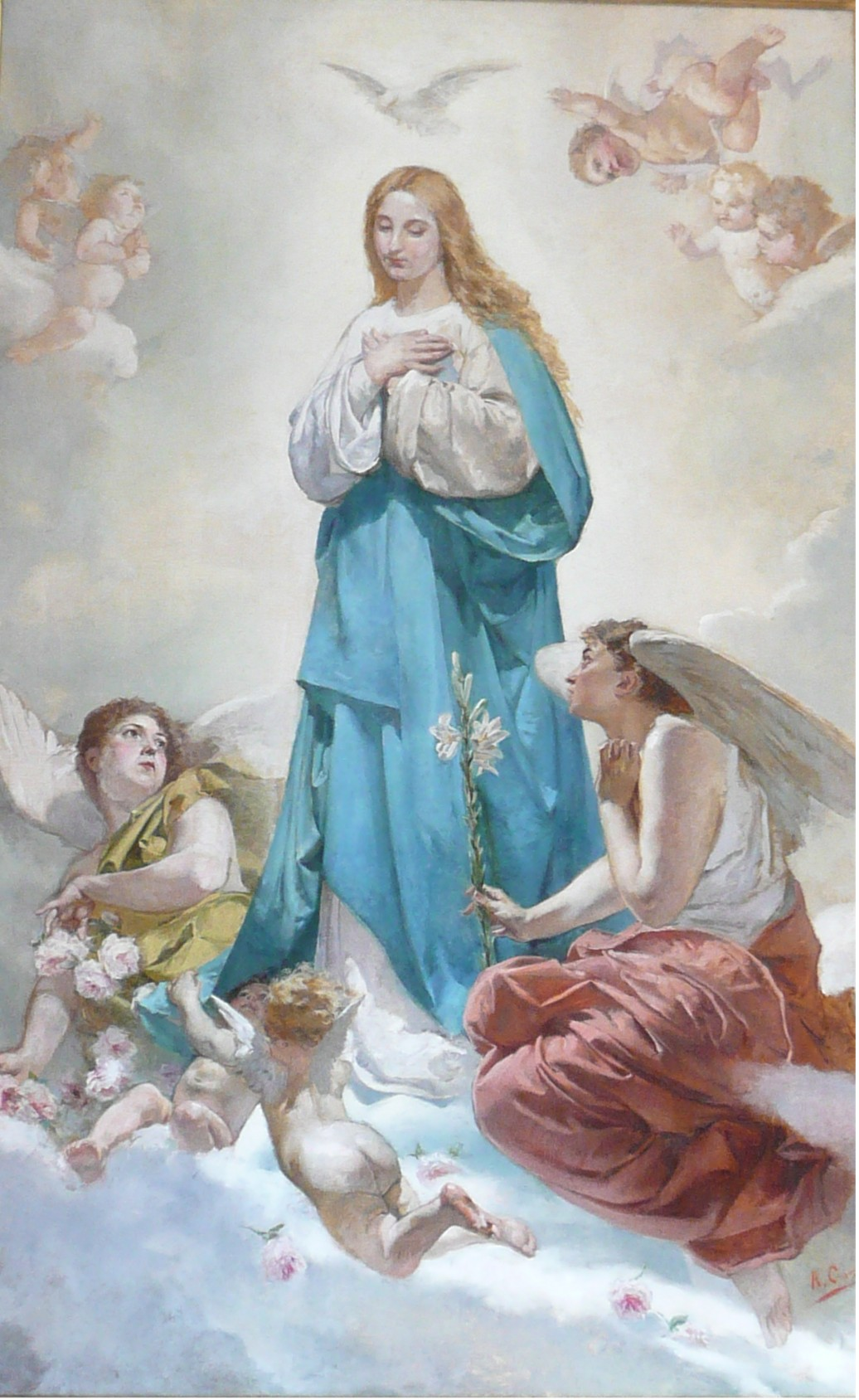
Inmaculada Concepción (1876)
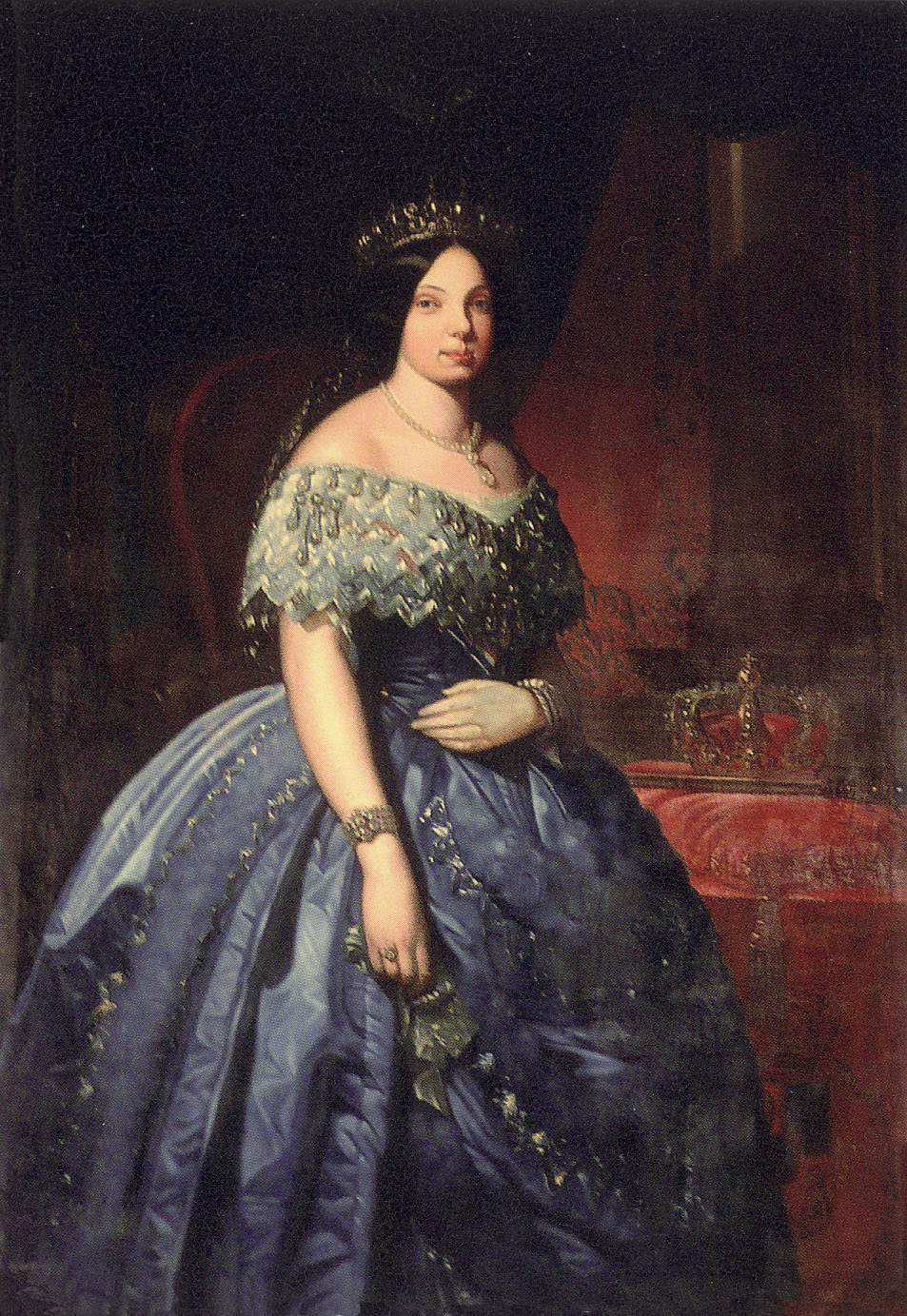
Isabel II (1859) (copia de pintura de José Romá). Palacio de Cervellón de Valencia.